# Музей на гайдата
Музеят на гайдата е етнографски музей на българската гайда, открит в село Стойките, община Смолян.
Начало на дейността на музея е положено през 2022 г. В eкспозицията му са подредени предмети от над сто дарители, представители на седемте фолклорни области в България. Чрез пълно потапяне в света на гайдата посетителят може да се докосне до всичко свързано с гайдарското изкуство от началото на XX век до днес. Ценен експонат в изложението е гайдата, чийто съпрод е записан и лети в космоса с песента „Излел е Делю хайдутин“ на родопската народна певица Валя Балканска.
Към музейното изложение има отреден кът, в който е показано как е иглеждало ателието на майстора на гайди, легендарния гайдаджия бай Дафо Трендафилов. На специална стена около лика на Апостол Кисьов, създателят на емблематичния съставав „100 каба гайди“ са написани върху кожа от гайда всички имена на 333-мата гайдари участвали в Рекорда на Гинес (16 май 2012, София).
Идеята за Музея на гайдата идва сред членове на читалищното настоятелсво на Народно читалище „Пробуда – 1903“ в Стойките, ръководителя на оркестър „100 каба гайди“, Костадин Илчев и Диана Георгиева. След съгласуване през 2021 г. със специалисти от различни области на изкуството е приет и осъществен идейният проект за изграждане на музея на Диана Георгиева. В специално отделена стая има уреден планетариум, в която на фона на звездното небе се чуват истинските шумове на Вселената и сред тях звука на гайда. В друг раздел могат да бъдат чути по избор на посетителя и аудио записи на много изпълнители, както и да се гледа видео с тях, което се прожектира на стена на музея. Други експонати са табло с онагледини примери за етепите при изработката на пискуни на гайдите и инсталация, напомняща ДНК, илюстрация на звуковата вълна на гайдите, аранжировка от висящи пискуни.
Музейните уредници, обслужващи музея и посетителите, работят на доброволни, обществени начала.